# Reishia
Reishia là một chi ốc biển, là động vật thân mềm chân bụng sống ở biển thuộc họ Muricidae, họ ốc gai.

## Các loài
Các loài thuộc chi Reishia bao gồm:
- Reishia armigera (Link, 1807)[2]
- Reishia bronni (Dunker, 1860)[3]
- Reishia capensis (Petit, 1852)[4]
- Reishia clavigera (Küster, 1860)[5]
- Reishia problematica (Baker, 1891)[6]